# Рыбежка (приток Тихвинки)
Рыбежка (Рыбишка) — река в России, протекает в Тихвинском и Бокситогорском районах Ленинградской области. Правый приток реки Тихвинка, бассейн Сяси.

## География
Река начинается в болотах северо-восточнее Тихвина и северо-западнее Пикалёво. Течёт на запад, затем поворачивает на юго-запад. Протекает через нежилые деревни Ванино и Турлино. Ниже по течению на обоих берегах реки деревня Хитиничи. Ещё ниже по течению на правом берегу деревня Борки, за ней река поворачивает на запад, протекает через деревню Рыбежка и впадает в Ландское озеро. Ниже озера на правом берегу Рыбежки расположен посёлок Сарка. Устье Рыбежки находится в 47 км по правому берегу реки Тихвинка. Длина реки составляет 50 км, площадь водосборного бассейна 218 км².

## Данные водного реестра
По данным государственного водного реестра России относится к Балтийскому бассейновому округу, водохозяйственный участок реки — Сясь, речной подбассейн реки — Нева и реки бассейна Ладожского озера (без подбассейна Свирь и Волхов, российская часть бассейнов). Относится к речному бассейну реки Нева (включая бассейны рек Онежского и Ладожского озера).
Код объекта в государственном водном реестре — 01040300112102000018259.